# Gynoplistia heighwayi
Gynoplistia heighwayi là một loài ruồi trong họ Limoniidae. Chúng phân bố ở miền Australasia.